# Corts de València (1415)
Les Corts de València de 1415, Corts Generals del regne de València, foren convocades per Ferran I, mentre celebrava corts a Barcelona, el 29 de març de 1413, per a iniciar-se a València el 15 d'abril. Per les moltes ocupacions del rei no pogué assistir, i fou el governador general de València, Vidal de Blanes, qui posposà diverses vegades la convocatòria, protestant els braços per no haver estat el rei qui prorrogàs la convocatòria. De camí a València, després de celebrar corts a Montblanc, a Traiguera estant el 13 de desembre de 1414, convoca corts a València pel 2 de gener de 1415, dia en què comencen a la Seu; i s'allarguen fins al 22 d'agost del mateix any.
Es coneix la composició dels síndics de la ciutat de València presents a les corts: Joan Suau i Gabriel Palomar, jurats, Bernat Joan major, Guillem Çaera, Berenguer Minguet, Bartolomé Sist, Joan d'Alçamora, i Jayme Vallseguer, notari. Per la seva part, del braç militar foren convocats 10 nobles, 25 cavallers i 4 donzells.
El jurament reial de mantenir els furs i privilegis del regne, junt al jurament de fidelitat dels tres braços, es realitza el 9 de gener, i uns dies després, el reconeixement del primogènit Alfons, quan hi arriba a València. Aquest és un dels motius de la reunió d'aquestes corts. Altre motiu és la recuperació del patrimoni reial, seguint el camí emprès pel seu predecessor, el rei Martí, i per tal motiu aconsegueix un donatiu d'11.000 lliures, però sense l'acord entre els braços. I altre motiu, resoldre les peticions i els greuges dels braços, tot i la protesta dels mateixos braços, no arriba a cap acord: ni se substància cap greuge ni s'aprova cap fur.
Excepte la sessió d'obertura de les corts, la resta de sessions se celebren al Palau del Real, presidides pel rei. El 6 d'agost el rei cau malalt i en la sessió del 14 d'agost és substituït per Alfons, príncep de Girona. En la darrera sessió del 22 d'agost, el príncep Alfons, que per assumptes urgents ha de moure de València, prorroga unes corts que no es tornaran a convocar, quedant moltes qüestions per resoldre.